# Chayfi
Chayfi – u Czamorrów bóg podziemia (Sasalaguana) dokąd idą zmarli śmiercią gwałtowną.